# Оранта 250 (золота монета)
«Ора́нта 250» — золота пам'ятна монета Національного банку України номіналом 250 гривень, присвячена берегині українського народу — образу Божої матері, відомому під назвою оранта у соборі святої Софії в Києві.
Монету введено в обіг 28 липня 1997 року. Вона належить до серії «Духовні скарби України».

## Опис монети та характеристики
| Номінал грн. | Метал            | Маса, г | Діаметр, мм | Якість виготовлення | Гурт                 | Тираж, штук |
| ------------ | ---------------- | ------- | ----------- | ------------------- | -------------------- | ----------- |
| 250          | золото 999 проби | 15,55   | 25,00       | анциркулейтед       | секторальне рифлення | 3 000       |

### Аверс
На аверсі монети в центрі розміщено зображення кафедрального храму Київської Русі, перлини давньо-руської архітектури XI ст. — Софії Київської, обрамлене з боків намистовим узором. Під ним позначено час побудови собору — «XI ст»., номінал монети — «250 ГРИВЕНЬ» і рік карбування монети — «1996». Угорі по колу монети напис «УКРАЇНА».

### Реверс
На реверсі монети в центрі кола, утвореного рослинним орнаментом, зображено фігуру Богоматері Оранти — головної мозаїки центральної апсиди храму. Фігура Богоматері поділяє навпіл горизонтально розташований напис «ОРАНТА». Внизу над рослинним орнаментом розташовані позначення і проба дорогоцінного металу та його вага у чистоті.

## Автори

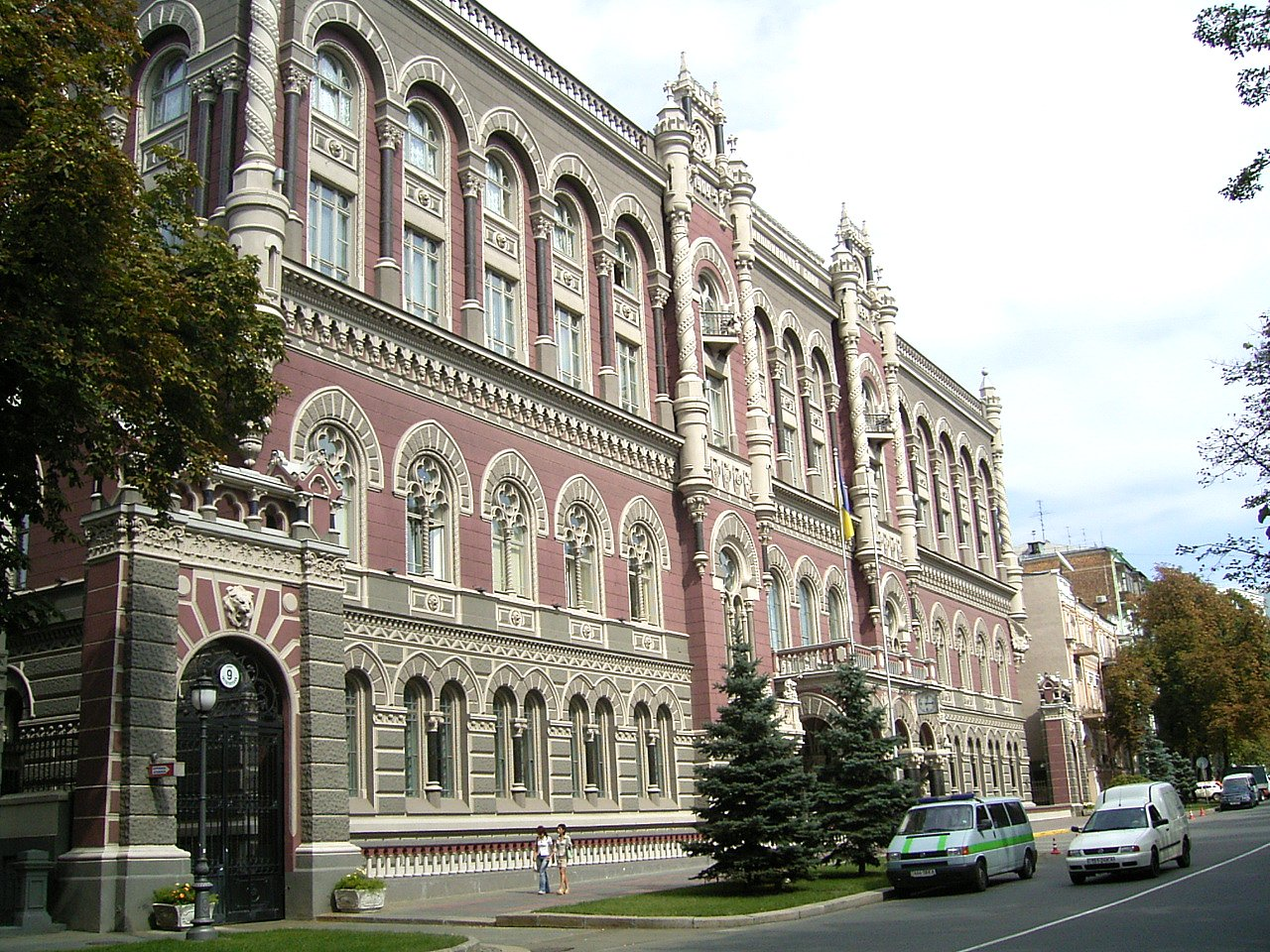
Будівля Національного банку України

- Художник — Олександр Івахненко.
- Скульптор — Кріста Райтер.

## Вартість монети
Ціна монети — 7 528 гривень, була вказана на сайті Національного банку України у 2011 році.
Фактична приблизна вартість монети, з роками змінювалася так:
| Рік        | 2010   | 2011   | 2012   | 2013   | 2014   | 2015   | 2016   | 2017   | 2018   | 2019   |
| ---------- | ------ | ------ | ------ | ------ | ------ | ------ | ------ | ------ | ------ | ------ |
| Ціна, грн. | 9 000  | 10 000 | 10 000 | 9 200  | 10 000 | 11 000 | 27 000 | 19 000 | 19 400 | 21 000 |
| Рік        | 2020   | 2021   | 2022   | 2023   | 2024   | 2025   |        |        |        |        |
| Ціна, грн. | 22 000 | 29 500 | 32 000 | 52 000 | 68 000 | 90 000 |        |        |        |        |